# برنت أ. نيسن
برنت أ. نيسن (بالنرويجية البوكمول: Bernt A. Nissen)‏ هو كاتب سير وصحفي نرويجي، ولد في 18 يوليو 1892، وتوفي في 17 يونيو 1970.